# 베벨 광장

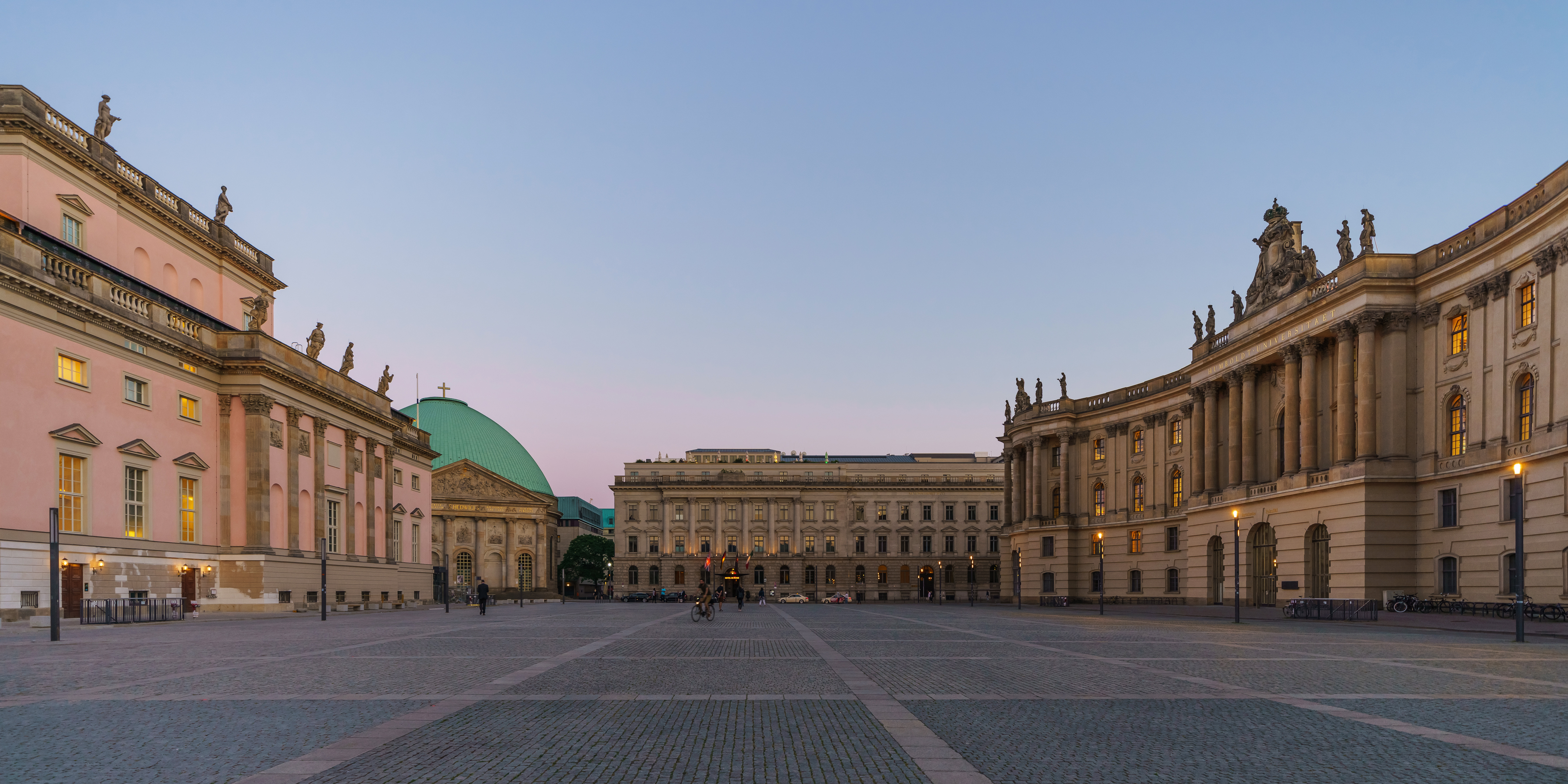
베벨 광장의 모습. 왼쪽부터 베를린 국립 오페라 빌딩, 성 헤드비지스 대성당, 베를린 훔볼트 대학교가 보인다.

베벨 광장(독일어: Bebelplatz 베벨플라츠[*])은 독일 베를린 미테 지역에 위치한 광장이다. 운터덴린덴 남쪽에 위치하고 있다. 광장의 동쪽에는 베를린 국립 오페라 빌딩이 있으며, 서쪽에는 베를린 훔볼트 대학교, 남동쪽에는 성 헤드비지스 대성당이 위치하고 있다.